# .bu
.bu este un domeniu de internet de nivel superior, pentru Burma (ccTLD).